# Torre Cásper Líbero
A Torre da TV Gazeta (oficialmente Torre Cásper Líbero) é uma torre de TV instalada sobre o edifício da Fundação Cásper Líbero. Foi desenhada e projetada pelo arquiteto italiano Gian Carlo Gasperini. Localiza-se na Avenida Paulista, 900 no distrito de Bela Vista da capital de São Paulo, no alto do edifício da Fundação Cásper Líbero. Possui 103 metros e foi inaugurada em 21 de abril de 1983. Apresenta uma iluminação amarela característica da Avenida Paulista, e o responsável por sua iluminação é o grande diretor de televisão, Nilton Travesso. Em uma viagem de avião, o formato da torre parecido com a Torre Eiffel chamou a atenção do diretor, fazendo com que ele começasse um estudo para o efeito de luz ideal e a qual se assimilasse mais com a parisiense. É uma torre que se destaca na Paulista, devido à sua bela iluminação e ao seu desenho inspirado na Torre Eiffel.

## Transmissões

### Televisão
| Canal            | Descrição          | Transmissão   |
| ---------------- | ------------------ | ------------- |
| 11 VHF analógico | TV Gazeta          | 1983-2017     |
| 05 VHF analógico | TV Globo São Paulo | 1983-2017     |
| 48 UHF analógico | NGT São Paulo      | 2003-2017     |
| 17 UHF digital   | TV Gazeta          | 2007-presente |
| 47 UHF digital   | NGT São Paulo      | 2008-2017     |
| 16 UHF digital   | NGT São Paulo      | 2017-presente |

### Rádio
| Frequência | Descrição     | Transmissão   |
| ---------- | ------------- | ------------- |
| 88.1 MHz   | Gazeta FM     | 1983-presente |
| 90.5 MHz   | X FM          | 1983-1995     |
| 90.5 MHz   | CBN São Paulo | 1995-2019     |